# Circoniscus spinosus
Circoniscus spinosus är en kräftdjursart som först beskrevs av Walter E. Collinge 1918.  Circoniscus spinosus ingår i släktet Circoniscus och familjen Scleropactidae. Inga underarter finns listade i Catalogue of Life.